# EDP Renováveis
EDP Renováveis är ett energiföretag som ingår i EDP-Energias de Portugal.
Företaget är världsledande när det gäller förnybara energislag, i synnerhet vindkraft.
2009 hade EDP Renováveis 5 165 MW vindkraft, och idag[när?] finns planer på att öka denna effekt till 7 600 MW.
Företaget är börsnoterat på Euronext Lisbon och ingår i PSI-20 index.